# Vladimir Markovič Šredel'
Vladimir Markovič Šredel', in russo Влади́мир Ма́ркович Шре́дель? (Mosca, 5 dicembre 1918 – Mosca, 17 marzo 1993), è stato un regista cinematografico sovietico.

## Filmografia parziale

### Regista
- Nevesta (1956)
- Nočnoj gost' (1958)
- Neoplačennyj dolg (1959)
- Budni i prazdniki (1961)
- Dva voskresen'ja (1963)
- Kto pridumal koleso? (1966)
- Pjatero s neba (1969)
- Noč' na 14-j paralleli (1971)
- Dela davno minuvšich dnej (1972)